# Rinascimento dei dinosauri

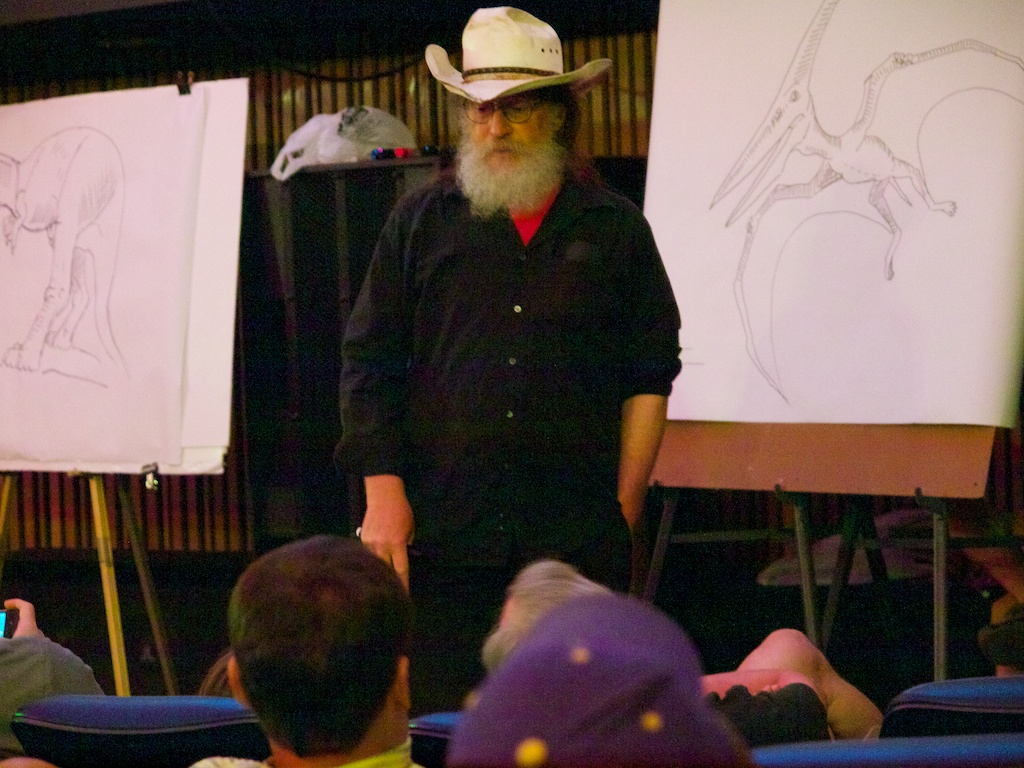
Robert Bakker, figura chiave del rinascimento dei dinosauri, durante una conferenza presso il Museo di Scienze Naturali di Houston.

Il rinascimento dei dinosauri (Dinosaur Renaissance) è stata una rivoluzione scientifica su piccola scala che ha avuto inizio al termine degli anni sessanta, la quale ha modificato in maniera radicale il modo di concepire i dinosauri, portando a un rinnovato interesse accademico e da parte del pubblico per questi rettili. La causa di tale evento è da ricercarsi nelle nuove scoperte scientifiche dell'epoca, che hanno reso man mano sempre più plausibile la possibilità che i dinosauri potessero essere stati animali attivi e a sangue caldo, visione in contrasto con quella all'epoca più condivisa che li considerava creature pigre e a sangue freddo.
Tale nuova visione è stata sostenuta dal paleontologo John Ostrom, che riteneva che gli uccelli moderni si fossero evoluti dai dinosauri celurosauri, e in particolare da Robert Bakker, che era fermamente convinto che i dinosauri fossero animali a sangue caldo, al pari dei moderni mammiferi e uccelli. Bakker concepiva le sue idee come una sorta di rinascita delle teorie maggiormente accettate al termine del XIX secolo, descrivendo il periodo intercorso tra la guerra delle ossa e il rinascimento dei dinosauri in corso come una vera e propria "crisi dei dinosauri".
Il rinascimento dei dinosauri ha profondamente cambiato la concezione della biologia dei dinosauri in tutti i suoi aspetti, tra cui la fisiologia, l'evoluzione, il comportamento, l'ecologia e l'estinzione. Ha inoltre ispirato molte raffigurazioni di dinosauri nella cultura di massa.

## I dinosauri come antenati degli uccelli
Tra la metà del diciannovesimo secolo e la sua fine, molti scienziati sostenevano l'esistenza di uno stretto legame tra uccelli e dinosauri, affermando che questi ultimi rappresentassero una sorta di stadio intermedio tra i rettili e gli uccelli.
Poco dopo la pubblicazione de L'origine delle specie di Charles Darwin, avvenuta nel 1859, il biologo ed evoluzionista britannico Thomas Henry Huxley giunse alla conclusione che gli uccelli fossero i discendenti dei dinosauri, citando come prove le somiglianze scheletriche tra dinosauri, Archaeopteryx (considerato l'uccello più antico) e uccelli moderni.

La somiglianza tra la zampa di Deinonychus (a sinistra) e quella di Archaeopteryx (a destra) indusse John Ostrom a sostenere che vi fosse un legame tra dinosauri e uccelli.

Nel 1926 Gerhard Heilmann pubblicò il suo influente libro L'origine degli uccelli, nel quale negava l'esistenza di un legame tra i due gruppi, sulla base della presunta mancanza di furcula nei dinosauri, osso invece presente negli uccelli. L'ipotesi comunemente accettata divenne quindi quella che secondo la quale gli uccelli non si fossero evoluti dai dinosauri, bensì da antenati crocodilomorfi e tecodonti. Ciò confinò i dinosauri ai margini dei dibattiti sull'origine delle specie viventi e potrebbe aver contribuito al declino dell'interesse accademico per l'evoluzione di questi rettili.
La situazione mutò solamente quando nel 1964 John Ostrom scoprì i resti di un piccolo dinosauro teropode (in seguito battezzato Deinonychus antirrhopus) la cui somiglianza scheletrica con gli uccelli pareva incontrovertibile, evento che lo portò ad abbracciare le teorie di Huxley. Nonostante dinosauri anche più simili agli odierni uccelli, ad esempio Velociraptor, fossero già noti ormai da diversi decenni, fu solo con le scoperte di Ostrom che l'idea dell'evoluzione degli uccelli a partire dai dinosauri raccolse sempre più consensi, fino a diventare quasi universalmente accettata. L'introduzione della cladistica e la scoperta di numerosi fossili di dinosauri piumati hanno ulteriormente confermato l'esistenza di una relazione tra i due gruppi.
L'esistenza di un legame tra dinosauri e uccelli ha suscitato negli studiosi un notevole interesse per la filogenesi dei dinosauri, in particolare dei teropodi, che grazie ai recenti studi è oggi molto meglio compresa rispetto che in passato.

## Monofilia dei dinosauri
Inizialmente si riteneva che i dinosauri fossero parte di un gruppo monofiletico, che avessero ovvero un antenato comune non condiviso con altri rettili. Harry Seeley, non d'accordo con questa interpretazione, divise Dinosauria in due grandi ordini, Saurischia (dal "bacino di lucertola") e Ornithischia (dal "bacino di uccello"), considerati membri del gruppo Archosauria privi di particolari legami tra loro. A causa di questa nuova classificazione, che sarà la più condivisa per gran parte del ventesimo secolo, Dinosauria perse il suo valore di raggruppamento scientifico, riducendosi a termine di uso popolare.
Nel 1974 tuttavia, Bakker e Peter Galton pubblicarono su Nature un articolo, nel quale si leggeva di come Dinosauria rappresentasse un gruppo monofiletico naturale, da essere elevato al rango di classe comprendente anche i moderni uccelli. Sebbene all'inizio tale ritorno alla concezione monofiletica ricevette opinioni contrastanti, l'idea gode oggi dell'accettazione da parte della comunità scientifica e a partire dall'introduzione della metodologia cladistica è stata quasi universalmente supportata. Meno consenso è stato invece riscosso dalla proposta dell'elevazione di Dinosauria al rango di classe, forse in gran parte a causa della crescente diffusione della tassonomia filogenetica, che abbandona completamente il concetto di classe.

## Animali a sangue caldo?

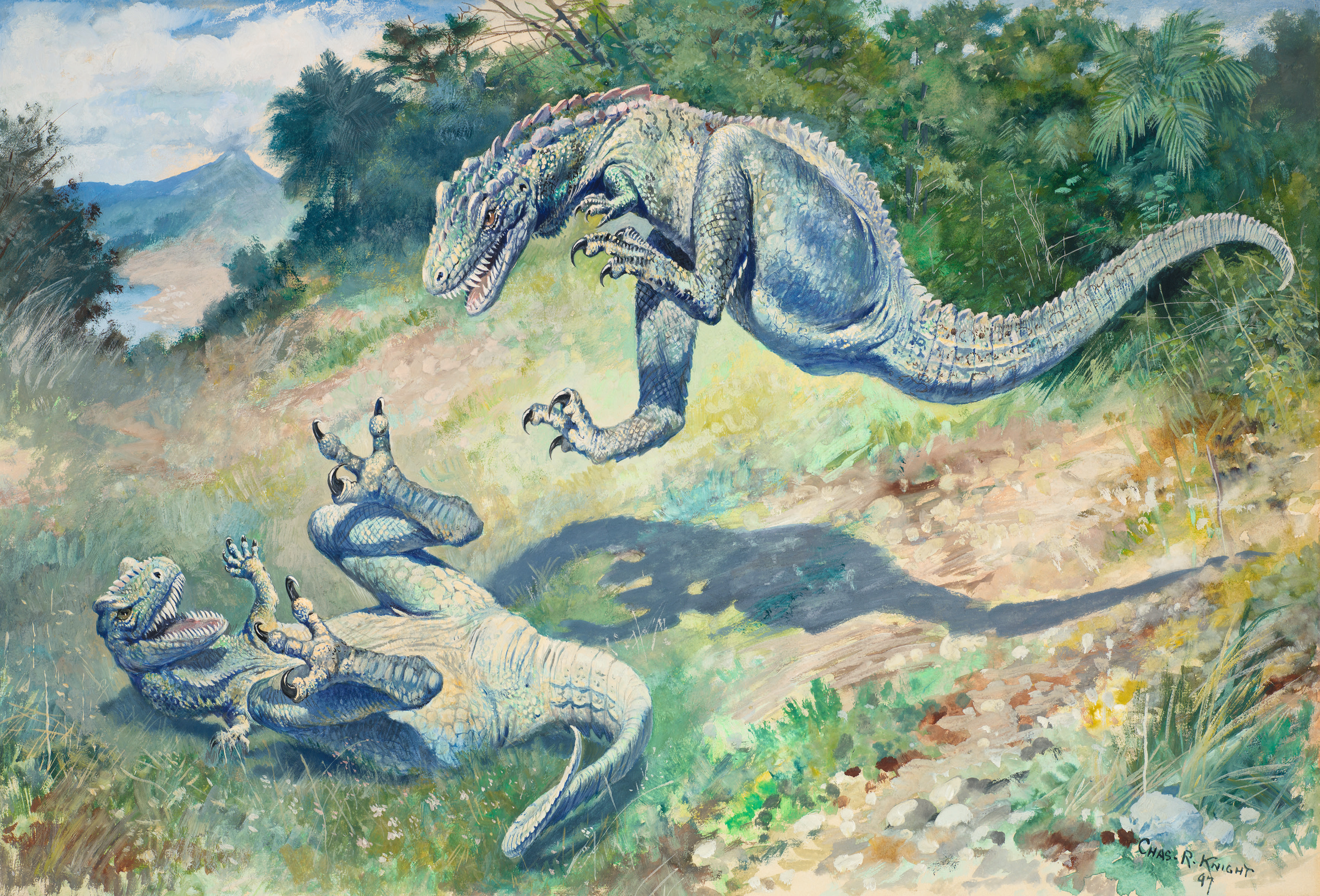
Raffigurazione del 1897 di due esemplari di Laelaps (ora noto come Dryptosaurus) opera di Charles R. Knight. Bakker ha citato ricostruzioni di questo tipo per dimostrare che nel 19º secolo era ampiamente accettato che i dinosauri potessero essere animali attivi e agili.

In una serie di articoli scientifici, libri e articoli divulgativi pubblicati nel corso degli anni '70 e '80, Robert Bakker difese strenuamente la visione che descriveva i dinosauri come animali a sangue caldo e attivi. Nella maggior parte dei suoi scritti, Bakker considerò le proprie argomentazioni nuove prove a favore delle teorie diffuse alla fine del diciannovesimo secolo, facendo più volte riferimento a un "rinascimento dei dinosauri" in corso. Adoperò una varietà di argomentazioni anatomiche e statistiche per difendere la sua causa, la metodologia delle quali è stata ferocemente dibattuta tra gli scienziati.
Questi dibattiti hanno accresciuto l'interesse per nuovi metodi di studio della paleobiologia come l'istologia ossea, applicata con successo per determinare i tassi di crescita in molte specie di dinosauri.
Oggigiorno si ritiene in genere che la maggior parte se non addirittura la totalità dei dinosauri avesse tassi metabolici più elevati rispetto ai rettili odierni, ma anche che la situazione sia più complessa e diversificata di quanto suggerito in origine da Bakker. Ad esempio, mentre i dinosauri più piccoli potrebbero essere stati endotermi veri e propri, quelli di maggiori dimensioni sarebbero potuti essere gigantotermi, mentre molte specie avrebbero potuto avere tassi metabolici intermedi.

## Nuove teorie sul comportamento
La fine degli anni sessanta vide la nascita di diverse nuove teorie circa il comportamento dei dinosauri, che descrivevano spesso comportamenti sociali complessi.
Sulla base delle impronte fossili, Bakker ha ipotizzato che i sauropodi si muovessero in branchi strutturati, nei quali gli individui adulti circondavano i giovani in un anello protettivo. Poco tempo dopo questa peculiare interpretazione fu contestata da diversi esperti tra cui Ostrom, sebbene l'eminente esperto di tracce di dinosauri Roland T. Bird fosse apparentemente d'accordo con Bakker.
Il primo studio rigoroso relativo al tema della nidificazione dei dinosauri risale agli ultimi anni '70, quando il paleontologo Jack Horner dimostrò che il dinosauro dal becco d'anatra Maiasaura si prendeva cura dei propri piccoli.

## Nuove rappresentazioni
Il rinascimento dei dinosauri non ha soltanto influenzato le idee scientifiche relative a questi rettili, ma anche le loro rappresentazione da parte degli artisti.
Nel corso degli anni settanta, le ricostruzioni di dinosauri sono passate da un aspetto decisamente rettiliano all'essere più simili a mammiferi e uccelli. Gli artisti hanno cominciato a ritrarre i dinosauri in pose più attive, incorporando le ultime teorie sulla locomozione e il comportamento dei dinosauri. Le code, prima sempre mostrate nell'atto di essere pigramente trascinate dalla creatura, ora venivano raffigurate sollevate, per controbilanciare il peso degli enormi corpi durante la loro attività.
A parte Bakker, artista talentuoso oltre che paleontologo, i principali volti di questa nuova generazione di paleoartisti furono Mark Hallett, Gregory S. Paul (negli anni settanta) Doug Henderson e John Gurche (negli anni ottanta).
Gregory Paul in particolare ha sostenuto e ampliato le idee di Bakker riguardanti l'anatomia dei dinosauri. Ha applicato un approccio rigoroso e dettagliato alla ricostruzione dei dinosauri, criticando spesso gli errori dell'approccio tradizionale. Ha anche realizzato un gran numero di ricostruzioni ritraenti piccoli dinosauri piumati e ha difeso l'idea in numerosi suoi articoli e all'interno del suo libro Predatory Dinosaurs of the World. Il suo punto di vista si è dimostrato ampiamente corretto alla fine degli anni '90, grazie alla scoperta di diversi resti fossili di dinosauri dotati di piume. Le idee e lo stile di Paul hanno avuto un impatto notevole sulla rappresentazione dei dinosauri, che ne è tuttora influenzata.

## Nuove teorie sull'estinzione: il meteorite
Tradizionalmente, la paleontologia aveva sempre seguito la geologia nel preferire la spiegazione dei fenomeni tramite meccanismi uniformitari, nonostante la promozione da parte di Eugene Merle Shoemaker della rilevanza degli impatti catastrofici. Nel corso del rinascimento dei dinosauri, geologi tra cui Walter Alvarez rilevarono la presenza di iridio in corrispondenza limite K-T, lo strato compreso tra Cretacico e Terziario. Anche il cratere di Chicxulub è stato identificato e ne è stata stabilita l'origine dovuta all'impatto di un meteorite. Queste scoperte hanno portato all'accettazione e alla diffusione dell'idea che l'estinzione sia stata provocata da un evento di impatto astronomico. Ciò a sua volta ha minato l'ipotesi che i dinosauri si fossero estinti per via di una loro presunta inferiorità rispetto ai mammiferi, suggerendo invece che fossero stati vittima di un evento catastrofico casuale al quale nessun animale di grossa taglia sarebbe potuto sopravvivere.

## Influenza culturale
Gli scritti di Bakker (in particolare, The Dinosaur Heresies) hanno contribuito significativamente alla divulgazione della scienza dei dinosauri.
La versione cinematografica di Jurassic Park, uscita nelle sale nel 1993, rappresentò forse l'evento che più significativamente ha contribuito a far conoscere le nuove teorie al grande pubblico. Per la prima volta in un film di rilievo, i dinosauri vennero ritratti come animali intelligenti, agili e a sangue caldo, piuttosto che come mostri goffi e stupidi, come invece era spesso avvenuto nei film precedenti. Jack Horner fu un consulente durante lo sviluppo della pellicola e le opere di Gregory Paul, Mark Hallett, Doug Henderson e John Gurche vennero utilizzate come modello nella fase di pre-produzione. Nonostante i dinosauri mostrati nella versione finale del film presentassero diverse imprecisioni anatomiche, tutti e quattro questi artisti sono citati nei titoli di coda come "specialisti di dinosauri". Bakker non è stato consultato o menzionato, ma la sua ricerca è citata da uno dei personaggi del film e un suo sosia appare nel sequel Il mondo perduto - Jurassic Park.